# Người Mitsogo

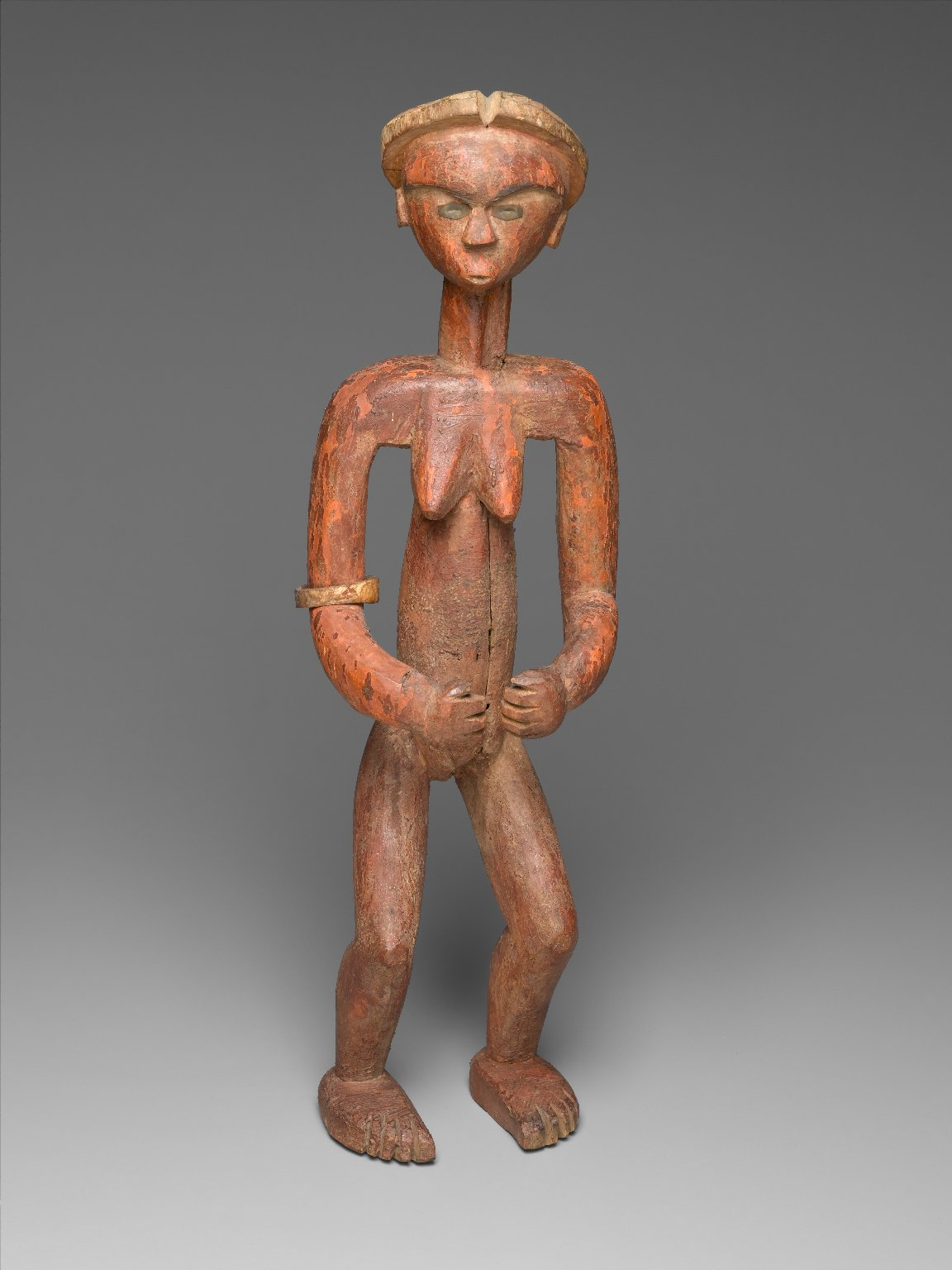
Một bức tượng nữ người Tsogo, Bảo tàng Brooklyn

Mitsogo hay Tsogo là một nhóm văn hóa dân tộc ở vùng cao nguyên của Gabon. Họ cư trú chủ yếu ở tỉnh Ngounié ở phía bắc và phía đông của Mouila. Với số lượng khoảng 13.000, họ nói ngôn ngữ Tsogo. Vào cuối thế kỷ 19 và đầu thế kỷ 20, họ được biết đến với sự kháng cự quyết liệt trước người Pháp.

## Mô tả
Hiện nay có khoảng 13.000 người Mitsogo và họ nói ngôn ngữ Tsogo. Họ cư trú chủ yếu ở tỉnh Ngounié, miền trung nam Gabon, ở phía bắc và phía đông của Mouil. Vùng này được đặt tên theo một con sông lớn, sông Ngounié, một nhánh của sông Ogooué, và được liên kết với Mitsogo đến nỗi nó thường được gọi là "vùng quê Mitsogo". Khoảng 90% trong số họ là Kitô hữu.

## Lịch sử
Người Pháp lần đầu tiên gặp người Mitsogo vào năm 1857, khi đó dân tộc này có tổng cộng khoảng 5000 người. Họ trở nên nổi tiếng nhờ kỹ năng sản xuất sắt và vải. Vào những năm 1890, các gia tộc nói tiếng Tsogo ở các quận Matèndè, Dibuwa và Waka dọc theo sông Ikoy đã đụng độ với quân xâm lược Kele. Người Kele đã bắt làm tăng số lượng phụ nữ và trẻ em của họ bằng khả năng sinh sản của họ. Do đó, các gia tộc Mitsogo định cư ở các quận đó có các gia tộc nói tiếng Punu và Apindji.
Năm 1899, người Pháp đã thành lập một đồn quân sự và sứ mệnh Công giáo La Mã trong khu vực và người Mitsogo hoàn toàn nằm dưới sự kiểm soát của họ. Vào đầu thế kỷ 20, Mitsogo xung đột với người Bakele. Họ đã bắt đầu một cuộc kháng chiến mạnh mẽ vào năm 1907, với gia tộc Mitsogo-Kamba, chiến đấu trong trận chiến khốc liệt với Bakele gần Núi Motende. Cuộc xung đột củng cố danh tính của Tsogo. Người đứng đầu Mitsogo Mbombe đặc biệt nổi tiếng vì sự chiến đấu vì tự do chống lại Pháp. Một cuộc nổi dậy lớn đã nổ ra vào năm 1904. Cuối cùng ông ta bị bắt vào năm 1913 và bị xử tử tại nhà tù ở Mouila.